# Kroatische Nationalbank

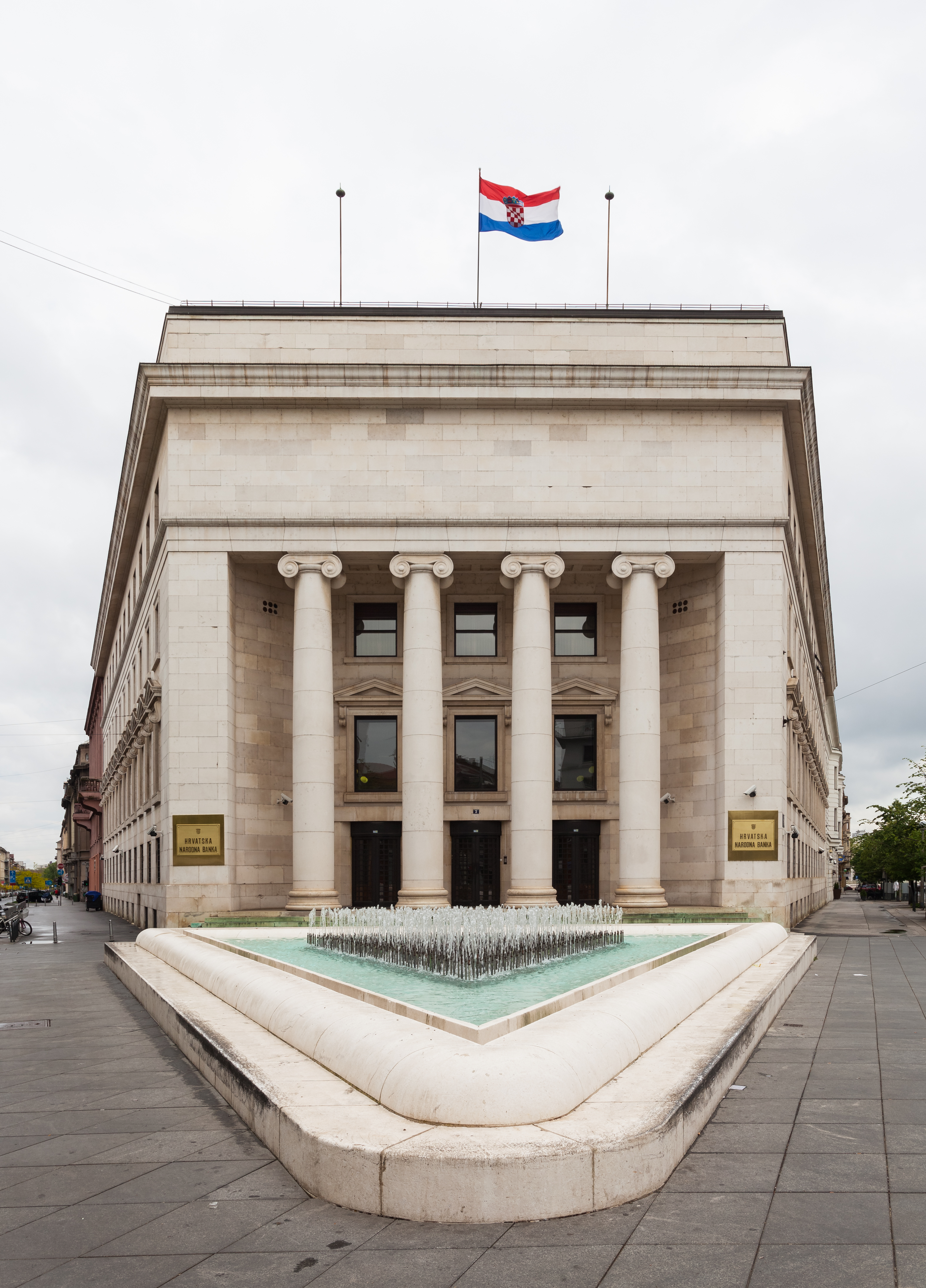
Die kroatische Nationalbank

Die Kroatische Nationalbank (kroatisch Hrvatska narodna banka), kurz HNB, ist die Zentralbank der Republik Kroatien mit Sitz in der kroatischen Hauptstadt Zagreb. Sie ist Mitglied im Europäischen System der Zentralbanken.
Die Nationalbank wurde 1990 durch das Gesetz über die Kroatische Nationalbank und das kroatische Parlament gebildet. Sie wird vom Gouverneur (guverner) der Bank geleitet. Im Juli 2000 wurde Željko Rohatinski Gouverneur der HNB. Seit 2012 ist der Gouverneur Boris Vujčić.
Die wichtigsten Ziele der Bank sind die Wahrung der Preisstabilität und die Unterstützung der Wirtschaftspolitik der kroatischen Regierung. Des Weiteren hält diese die nationalen Währungsreserven.

## Währungspolitik
Die kroatische Nationalbank ist ermächtigt, die untergeordnete Gesetzgebung und andere Erlasse für Devisengeschäfte von juristischen und natürlichen Personen zu regeln und Devisengeschäfte in der Republik Kroatien durchzuführen. 
Die HNB kann eigene Wertpapiere in inländischer oder ausländischer Währung ausgeben, das Einverständnis über den Kauf, Verkauf und den Tausch von Wertpapieren erklären sowie über andere marktfähige Finanzinstrumente und Rechte und Pflichten, die im Zusammenhang mit ihnen stehen, entscheiden. Sie darf Kredite an solvente Banken, die ihren Sitz in der Republik Kroatien haben, für die Dauer von höchstens sechs Monaten gewähren. Um sicherzustellen, die Darlehen wieder zurückfordern zu können, verwendet man Finanzinstrumente im Sinne des Gesetzes der HNB. Schuldverschreibungen, die von der kroatischen Nationalbank oder der Republik Kroatien ausgestellt wurden und in der Republik Kroatien zu zahlen sind, sind Bestandteil einer öffentlichen Anleihe, die durch das HNB-Gesetz festgelegt wird.
Die Zinssätze für Guthaben und Kredite bei der kroatischen Nationalbank sind in einer gesonderten Entscheidung der kroatischen Nationalbank bestimmt worden. Die kroatische Nationalbank ist verpflichtet, den Banken die Mindestreserve beiseitelegen zu lassen. Die Mindestreserve wird definiert als Prozentsatz in Bezug auf die Art, Laufzeit, Größe sowie den Anstieg der Einlagen und sonstigen Verbindlichkeiten. Die HNB kann beschließen, Banken für ihr Zurücklegen der Mindestreserve zu entlohnen. Der Betrag der bezahlten Vergütung wird von der HNB festgelegt.
Seit 2024 kann die ehemalige Landeswährung Kuna nur noch bei der Nationalbank zum festgesetzten Kurs von 1 Euro = 7,53450 Kuna umgetauscht werden.